# Bleigny-le-Carreau
Bleigny-le-Carreau és un municipi francès, situat al departament del Yonne i a la regió de Borgonya - Franc Comtat. L'any 2007 tenia 314 habitants.

## Demografia

### Població
El 2007 la població de fet de Bleigny-le-Carreau era de 314 persones. Hi havia 118 famílies, de les quals 20 eren unipersonals (4 homes vivint sols i 16 dones vivint soles), 45 parelles sense fills i 53 parelles amb fills.
La població ha evolucionat segons el següent gràfic:
Habitants censats

### Habitatges
El 2007 hi havia 142 habitatges, 121 eren l'habitatge principal de la família, 10 eren segones residències i 11 estaven desocupats. 140 eren cases i 2 eren apartaments. Dels 121 habitatges principals, 109 estaven ocupats pels seus propietaris, 11 estaven llogats i ocupats pels llogaters i 1 estava cedit a títol gratuït; 1 tenia una cambra, 4 en tenien dues, 9 en tenien tres, 25 en tenien quatre i 82 en tenien cinc o més. 102 habitatges disposaven pel capbaix d'una plaça de pàrquing. A 43 habitatges hi havia un automòbil i a 73 n'hi havia dos o més.

### Piràmide de població
La piràmide de població per edats i sexe el 2009 era:
| Homes | Edats   | Dones |
| ----- | ------- | ----- |
| 0     | 95 o +  | 0     |
| 0     | 90 a 94 | 0     |
| 0     | 85 a 89 | 8     |
| 0     | 80 a 84 | 0     |
| 8     | 75 a 79 | 0     |
| 4     | 70 a 74 | 8     |
| 8     | 65 a 69 | 12    |
| 4     | 60 a 64 | 8     |
| 8     | 55 a 59 | 8     |
| 8     | 50 a 54 | 0     |
| 8     | 45 a 49 | 12    |
| 0     | 40 a 44 | 8     |
| 8     | 35 a 39 | 0     |
| 16    | 30 a 34 | 8     |
| 4     | 25 a 29 | 16    |
| 0     | 20 a 24 | 8     |
| 8     | 15 a 19 | 0     |
| 0     | 10 a 14 | 0     |
| 8     | 5 a 9   | 0     |
| 12    | 0 a 4   | 8     |

## Economia
El 2007 la població en edat de treballar era de 208 persones, 162 eren actives i 46 eren inactives. De les 162 persones actives 150 estaven ocupades (77 homes i 73 dones) i 11 estaven aturades (6 homes i 5 dones). De les 46 persones inactives 22 estaven jubilades, 18 estaven estudiant i 6 estaven classificades com a «altres inactius».

### Ingressos
El 2009 a Bleigny-le-Carreau hi havia 118 unitats fiscals que integraven 310,5 persones, la mediana anual d'ingressos fiscals per persona era de 17.155 €.

### Activitats econòmiques
Dels 12 establiments que hi havia el 2007, 1 era d'una empresa de fabricació d'altres productes industrials, 6 d'empreses de construcció, 2 d'empreses de comerç i reparació d'automòbils, 1 d'una empresa d'hostatgeria i restauració, 1 d'una empresa de serveis i 1 d'una empresa classificada com a «altres activitats de serveis».
Dels 8 establiments de servei als particulars que hi havia el 2009, 1 era un establiment de lloguer de cotxes, 3 paletes, 2 guixaires pintors, 1 lampisteria i 1 saló de bellesa.
L'únic establiment comercial que hi havia el 2009 era una floristeria.
L'any 2000 a Bleigny-le-Carreau hi havia 8 explotacions agrícoles que ocupaven un total de 450 hectàrees.

## Equipaments sanitaris i escolars
El 2009 hi havia una escola elemental integrada dins d'un grup escolar amb les comunes properes formant una escola dispersa.

## Poblacions més properes
El següent diagrama mostra les poblacions més properes.